# Боганик, Генри Николаевич
Генри Николаевич Боганик (28 июля 1935, Ленинград — 8 августа 2007, Москва) — советский и российский геофизик, кандидат технических наук, сейсморазведчик, доцент геофизического факультета МГРИ, заведующий кафедрой сейсмических и скважинных методов, соавтор двух официальных учебников по курсу «Сейсморазведка».

## Биография
Родился 28 июля 1935 года в Ленинграде.
В 1959 году с отличием окончил геофизический факультет МГРИ.
Начал работать инженером-геофизиком в Восточно-Донбасской экспедиции треста «Геофизнефтеуглеразведка»(сейчас «Центгеофизика»). Первые два года работал оператором сейсмостанции в Ростовской области, следующие два — старшим инженером-интерпретатором.
В 1962—1967 годах работал старшим геофизиком в Комплексной тематической экспедиции треста «Геофизнефтеуглеразведка», занимался внедрением ЭВМ в практику обработки сейсморазведочных данных. Разрабатывал алгоритмы осреднения параметров сейсмогеологических разрезов с помощью статистических критериев.
В 1967 году начал работу в должности ассистента на кафедре общих геофизических методов, где в том время работали преподаватели курса сейсморазведки — Илья Исидорович Гурвич и Владимир Петрович Номоконов.
Преподавал общий курс сейсморазведки и специализированный курс обработки сейсмических данных.
В 1968 году защитил кандидатскую диссертацию и занял должность доцента.
В 1970—1971 годах работал Османском университете в Индии, участвовал в организации факультета разведочной геофизики, организовал учебную сейсморазведочную лабораторию, проводил полевые работы и читал курс лекций.
Скончался 8 августа 2007 года, похоронен на Хованском кладбище.

## Публикации и редакторская работа
Соавтор официально утверждённых учебников по курсу «Сейсморазведка» в 1980 и 2006 годах. Вел научные исследования в области статистического анализа геофизических данных и разработки технологии профилирования методом отраженных волн в условиях трапповых формаций и соляно-купольной тектоники. Автор оригинальной методики малоглубинной высокоразрешающей сейсморазведки для поиска скрытых проявлений карстово-суффозионных процессов. Автор более 50 научных работ.
Входил состав редколлегии журнала «Геофизика» и совета по защитам кандидатских диссертаций. Награждён медалью ЕАГО имени Федынского. С 1989 по февраль 2007 занимает должность профессора, заведующего кафедрой сейсмических и скважинных методов.